# مجموعه امام (شاه ولی)

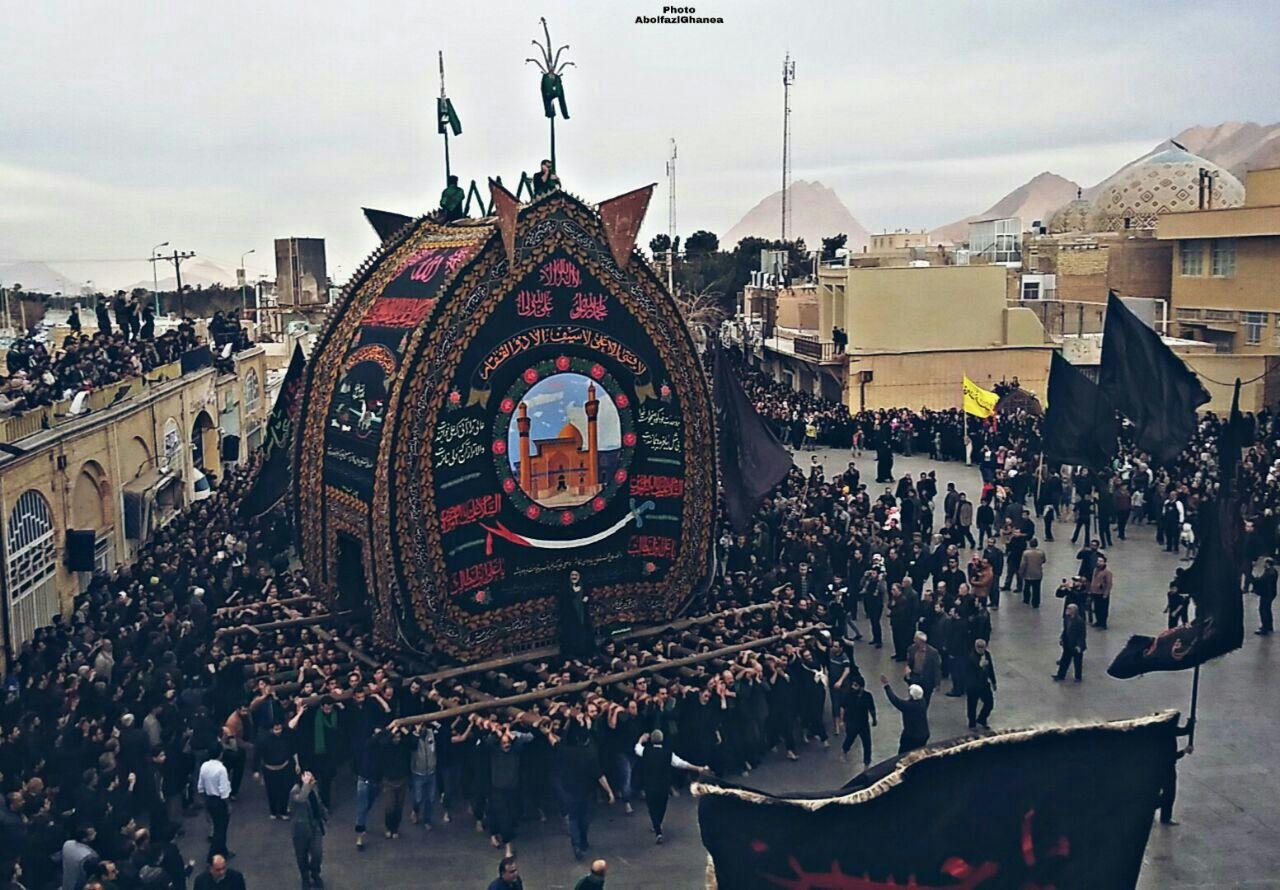
آیین نخل‌گردانی در حسینیۀ شاه‌ولی

مجموعۀ تاریخی شاه نعمت‌الله ولی (امام) مربوط به دوران‌های تاریخی پس از اسلام است و در شهرستان تفت، مرکز شهر واقع شده و این اثر در تاریخ ۸ خرداد ۱۳۷۸ با شمارهٔ ثبت ۲۳۴۲ به‌عنوان یکی از آثار ملی ایران به ثبت رسیده است. مجموعۀ شاه‌ولی شامل حسینیه، مسجد، بقعۀ شاه خلیل ثانی (موزۀ مردم‌شناسی تفت)، زورخانه، مدرسه، بازار، میدان، آب‌انبار و نخل می‌باشد و یکی از مهم‌ترین جاذبه‌های گردشگری تفت است.